# Stožecké sedlo
Stožecké sedlo är ett bergspass i Tjeckien.   Det ligger på gränsen mellan regionerna Liberec och Ústí nad Labem, i den norra delen av landet, 80 km norr om huvudstaden Prag. Stožecké sedlo ligger 602 meter över havet.